# TVP Wilno
TVP Wilno – polskojęzyczny kanał Telewizji Polskiej skierowany do Polaków mieszkających na Litwie oraz Litwinów zainteresowanych Polską. Oficjalny start kanału nastąpił 17 września 2019 roku. Programy stacji można oglądać na terytorium całej Republiki Litewskiej oraz w Internecie.
Działalność stacji finansowana jest przez polskie Ministerstwo Spraw Zagranicznych. Stacja współpracuje także z innymi polskimi lokalnymi mediami: Radiem „Znad Wilii”, Wilnoteką i Kurierem Wileńskim.

## Misja kanału
Do zadań TVP Wilno należy pełnienie funkcji informacyjnej oraz edukacyjnej wśród Polaków na Litwie, a także:
- umacnianie przyjaznych stosunków pomiędzy Rzeczpospolitą Polską a Republiką Litewską,
- pielęgnowanie języka polskiego i propagowanie kultury polskiej,
- integrowanie i aktywizację lokalnej społeczności,
- prezentowanie polskiego punktu widzenia na wydarzenia na Litwie, Polsce i świecie,
- dokumentowanie historii i życia współczesnych Polaków zamieszkujących Wileńszczyznę.
- stanowienie przeciwwagi w sferze informacyjnej do zabiegów mediów rosyjskich, które przez lata starały się utrzymać swoje wpływy na terenach państw nadbałtyckich[2].

## Historia
Pomysł utworzenia polskiego kanału na Litwie TVP Wilno pojawił się już w 2010 roku, ale jego realizacja zakończyła się fiaskiem. Na początku maja 2016 roku, po pięciu latach przerwy, reaktywowano stałą zagraniczną placówkę korespondencyjną TVP w Wilnie. Do prac związanych z uruchomieniem kanału powrócono w lipcu 2018 roku, kiedy Mirosław Ciunowicz, jako pełnomocnik zarządu, rozpoczął tworzenie redakcji kanału TVP Wilno. Ówczesny szef Kancelarii Prezesa Rady Ministrów Michał Dworczyk zapowiadał w sierpniu 2018 roku uruchomienie emisji kanału jesienią tego samego roku. 11 stycznia 2019 roku członek zarządu TVP S.A. i jeden z pomysłodawców stacji Maciej Stanecki na konferencji stwierdził, że w sprzyjających warunkach TVP Wilno może ruszyć na przełomie marca i kwietnia 2019 roku.  
21 marca 2019 roku prezes Telewizji Polskiej Jacek Kurski i sekretarz stanu ds. Polonii, polityki europejskiej oraz dyplomacji publicznej w Ministerstwie Spraw Zagranicznych Szymon Szynkowski vel Sęk podpisali porozumienie w sprawie utworzenia, współfinansowania i dystrybucji kanału TVP Wilno, który według tych planów miał wystartować w maju 2019 roku. 1 lipca 2019 roku Telewizja Polska poinformowała o skompletowaniu zespołu i zapowiedziała rozpoczęcie testów jeszcze w tym samym miesiącu. 4 września 2019 roku, podczas XXIX Forum Ekonomicznego w Krynicy odbyła się konferencja prasowa Telewizji Polskiej, dotycząca inauguracji TVP Wilno.  
Kanał rozpoczął nadawanie 17 września 2019 roku o godz. 17:30 czasu polskiego (18:30 czasu litewskiego). Pierwszym wyemitowanym programem był serwis informacyjny Info Wilno. Tego samego dnia odbyła się gala inaugurująca TVP Wilno w Domu Kultury Polskiej w Wilnie, w której udział wzięli: premier RP Mateusz Morawiecki, minister komunikacji Litwy Jarosław Narkiewicz, szef KPRM Michał Dworczyk, kanclerz rządu Litwy Algirdas Stončaitis, ambasador Polski na Litwie – Urszula Doroszewska, Sekretarz stanu ds. Polonii, polityki europejskiej oraz dyplomacji publicznej – Szymon Szynkowski vel Sęk, przewodniczący Krajowej Rady Radiofonii i Telewizji – Witold Kołodziejski, prezes TVP S.A. Jacek Kurski, członkini zarządu TVP S.A. Marzena Paczuska oraz zaproszeni goście.  
Początkowo program TVP Wilno składał się z ramówki TVP Polonia oraz z emitowanego w czasie najwyższej oglądalności od godziny 17:30 do 20:00 czasu polskiego (18:30-21:00 czasu litewskiego) specjalnie przygotowanego bloku programów dla mieszkańców Litwy. Obecnie stacja nadaje samodzielny program codziennie 24 godziny na dobę.
2 maja 2021 roku premier Mateusz Morawiecki i szefowa litewskiego rządu Ingrida Šimonytė podpisali akt erekcyjny dotyczący rozbudowy Domu Kultury Polskiej w Wilnie oraz nowej siedziby TVP Wilno, a we wrześniu tego samego roku wmurowany został kamień węgielny pod rozbudowę. 10 września 2021 roku rozpoczęto nadawanie programu w jakości HD. W marcu 2023 roku udostępniono nową, odświeżoną wersję portalu internetowego TVP Wilno – wilno.tvp.pl. Równo dwa lata po podpisaniu aktu erekcyjnego – 2 maja 2023 roku – otwarto nową siedzibę redakcji TVP Wilno, w której znalazło się m.in. nowoczesne zaplecze studyjno-newsroomowe.

## Dostępność

### Naziemna telewizja cyfrowa na Litwie
17 września 2019 roku program TVP Wilno udostępniono na Litwie w lokalnym multipleksie naziemnej telewizji cyfrowej w rejonach święciańskim, solecznickim i wileńskim, natomiast 10 września 2021 roku tam podwyższono jakość obrazu do HD. 28 lipca 2022 roku program dołączył do litewskiego multipleksu ogólnokrajowego MUX-2 wraz z kanałami TVP Info, TVP Historia 2, TVP Polonia, TVP World i Biełsat TV.

### Sieci kablowe w Polsce i na Litwie
Stacja od września 2020 roku nadaje na terenie całej Litwy za pośrednictwem wybranych sieci kablowych. Od 23 września 2021 roku TVP Wilno wchodzi w skład oferty największego litewskiego operatora telewizji kablowej Telia Lietuva. Na początku lutego 2022 roku kanał ten zaczęli również udostępniać operatorzy w Polsce m.in. Telewizja Kablowa Chopin z Wejherowa i Pelmar z Pelplina.

### Internet
Część materiałów można oglądać bezpłatnie w Internecie na żywo na platformie HbbTV, serwisie TVP Stream i w aplikacji TVP VOD.

### Poza Polską i Litwą
Od 16 lipca 2021 roku TVP Wilno jest dostępne dla telewidzów w Stanach Zjednoczonych w serwisie IPTV/OTT Sling TV.
W 2019 roku TVP zapowiedziało dążenie w przyszłości do rozszerzenia zasięgu stacji na teren Łotwy. W marcu 2023 roku łotewska Narodowa Rada Mediów Elektronicznych (odpowiednik polskiej KRRiT) podjęła decyzję w sprawie włączenia TVP Info, TVP World, TVP Wilno i Belsat TV do wykazu programów audiowizualnych reemitowanych na terenie Łotwy, co pozwoli na podjęcie współpracy TVP z łotewskimi sieciami kablowymi.

## Oferta programowa[23]
TVP Wilno prezentuje najpopularniejsze produkcje Telewizji Polskiej oraz programy własne (m.in. publicystyczne, religijne, rozrywkowe, edukacyjne, filmy dokumentalne, koncerty, przedstawienia teatralne skierowane do Polaków mieszkających na Litwie).

### Programy własne (stan na lato 2024)
Programy informacyjne
- Info Wilno (od 2019 roku),
- Info Wilno Flesz (od 2021 roku),

Programy publicystyczne
- Studio Wilno (od 2020 roku),
- Klub u Redaktorów (od 2019 roku),
- Nowe spojrzenie (od 2020 roku),
- Rozmowy w Mackiewiczówce (od 2022 roku),

Programy religijne
- Ewangeliarz litewski (od 2022 roku),

Magazyny
- Unia kulinarna (od 2021 roku),
- Tygiel (od 2023 roku),
- Litwa nieoczywista (od 2021 roku),
- Wilno na dzień dobry (od 2023 roku)
- Imbir i cytryna (od 2023 roku)

Historia
- Z historią na Ty (od 2021 roku),
- Kresowe grody i rody (od 2021 roku),
- Kryminalna Wileńszczyzna (od 2024 roku)

Programy dla dzieci
- Detektyw Literka (od 2022 roku),

Ponadto w listopadzie i grudniu 2024 roku stacja pokazywała teleturniej dla młodzieży pt. Szkoły z klasą.
Wileński Teatr Telewizji
Ponadto stacja prezentuje przedstawienia teatralne realizowane we współpracy z wileńskim Polskim Studiem Teatralnym „Teatr Studio”.
- Na wileńskiej ulicy (2020)
- Sergiusz Piasecki – Zapiski oficera Armii Czerwonej (2020),
- Wileńskie do siego roku – spektakl kabaretowy (2021),
- Odrodzeni duchem według „Preliminarnia peregrynacji do Ziemi Świętej J.O. Księcia Radziwiłła Sierotki” Juliusza Słowackiego (2021),
- Powtórka z Czerwonego Kapturka (2021),
- Tu mówi Szwejk – monodram według powieści Jaroslava Haška (2022),
- Sławomir Mrożek – Dom na granicy (2022)

Filmy dokumentalne
11 lipca 2022 roku w Muzeum MO w Wilnie odbyła się premiera wyprodukowanego przez TVP Wilno filmu dokumentalnego Ponary. Odmiana przez przypadki w reżyserii Piotra Kucińskiego. Obraz opowiada o mordach nazywanych „wileńskim Katyniem” - egzekucjach dokonywanych w lasach ponarskich w latach 1941–1944. Po projekcji filmu miejsce miała debata z udziałem Wiceprezesa IPN dr. M. Szpytmy i Prezesa Fundacji Polsko-Litewskiej im. J. Giedroycia prof. A. Nikžentaitisa. Poza tym stacja wyprodukowała m.in. dokument Bł. ks. Michał Sopoćko - apostoł miłosierdzia.

### Koncert Wakacyjnej Trasy Dwójki w Wilnie
4 lipca 2022 roku po raz pierwszy w historii koncert Wakacyjnej Trasy Dwójki miał miejsce za granicą, co wiązało się z obecnością TVP Wilno na Litwie. Koncert, który odbył się na Placu Katedralnym w Wilnie zgromadził przed telewizorami w Polsce średnio 1,85 mln widzów. Wystąpili m.in.: Kajra i Sławomir, Stachursky, Ricchi e Poveri, Daria, Kuba Szmajkowski, Komodo.

### Polacy z Litwy w „The Voice of Poland”
W 2022 roku po raz pierwszy odbyły się także na Litwie przesłuchania do The Voice of Poland. Sześciu wokalistów z Wileńszczyzny wzięło udział w „przesłuchaniach w ciemno”, z czego czworo z nich awansowało do dalszych etapów. W finale XIII edycji muzycznego show znalazła się obywatelka Litwy narodowości polskiej Ewelina Gancewska.

## Logo
| Okres obowiązywania | Opis                                     | Ilustracja |
| ------------------- | ---------------------------------------- | ---------- |
| od 17 września 2019 | Logo TVP, pod nim granatowy napis WILNO. |            |